# Palaquium karrak
Palaquium karrak là một loài thực vật có hoa trong họ Hồng xiêm. Loài này được Kaneh. mô tả khoa học đầu tiên năm 1931.